# Kartäusernelke
Die Kart(h)äusernelke (Dianthus carthusianorum), in Österreich auch Steinnelke („Stoanagl“) genannt, ist eine Pflanzenart aus der Gattung der Nelken (Dianthus) innerhalb der Familie der Nelkengewächse (Caryophyllaceae).

## Beschreibung

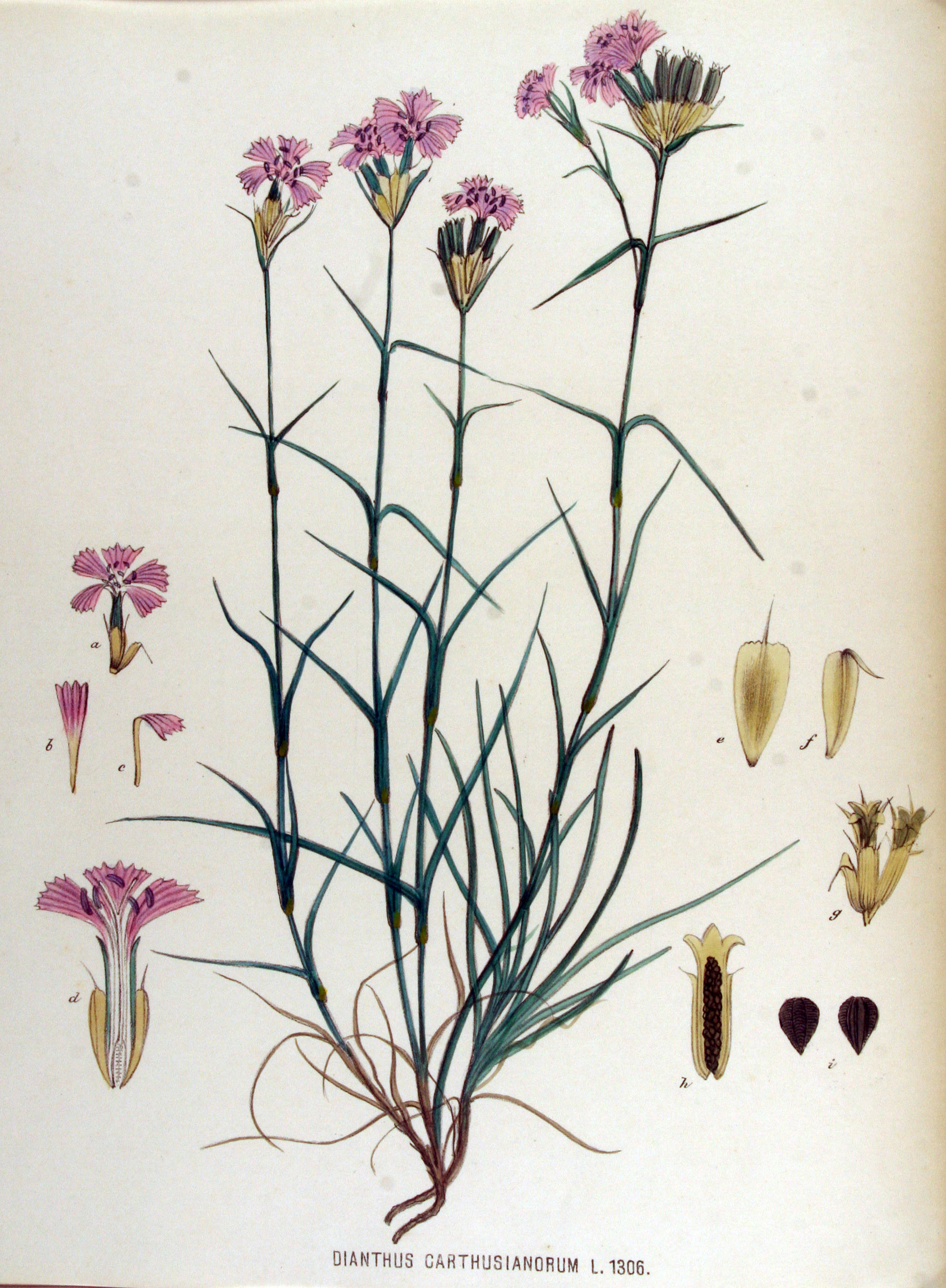
Illustration aus Flora Batava, 1877

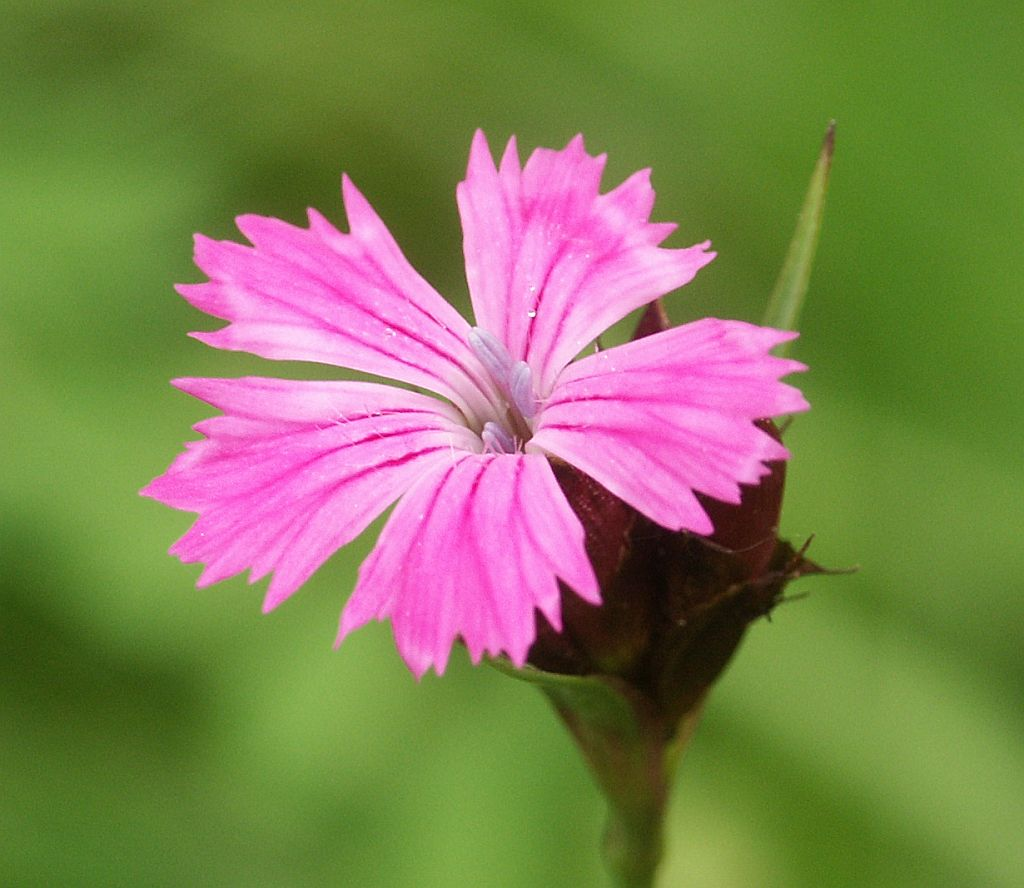
Blüte

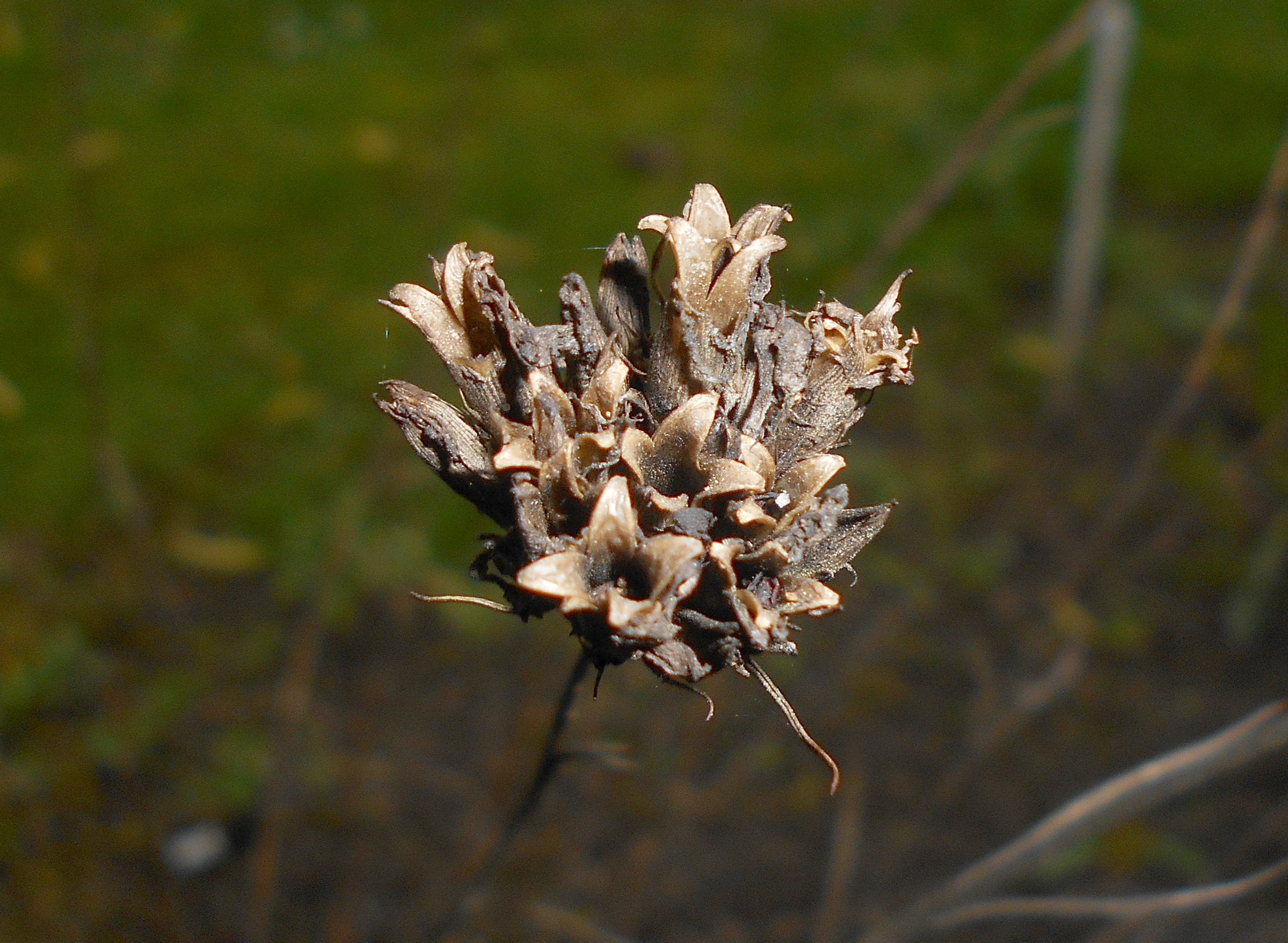
Fruchtstand mit offenen Kapselfrüchten

### Vegetative Merkmale
Die Kartäusernelke ist eine ausdauernde krautige Pflanze und erreicht Wuchshöhen von 15 bis 45 (5 bis 50) Zentimetern. Die oberirdischen Pflanzenteile sind kahl. Es sind meist viele sterile Triebe vorhanden. Der Stängel ist meist unverzweigt und kahl. Er besteht aus 4 bis 6 gestreckten Internodien.
Die gegenständig am Stängel angeordneten Laubblätter sind am Grund scheidig verwachsen. Die Blattscheide ist mit einer Länge von bis zu 15 Millimetern etwa viermal so lang wie die Blattbreite. Die einfache Blattspreite ist schmal-linealisch.

### Generative Merkmale
Die Blütezeit reicht von Juni bis September oder Oktober. 7 bis 15 Blüten befinden sich in einem endständigen, kopfigen Blütenstand. Die Hochblätter und der Kelch sind braun und lederig-trockenhäutig. Der Blütenstiel ist kurz.
Die zwittrigen Blüten sind radiärsymmetrisch und fünfzählig. Die Kelchschuppen sind gelbbraun-häutig, sind eiförmig bis verkehrt eiförmig und sind plötzlich in eine Granne unterschiedlicher Länge verschmälert. Die braun-rote Kelchröhre ist 12 bis 18 Millimeter lang. Die Kelchzähne sind sehr spitzig. Die purpurfarbene Krone besitzt einen Durchmesser von 2 bis 2,5 Zentimetern. Die Kronblätter sind vorne gezähnt. Die Platte ist 5 bis 12 Millimeter lang.
Die Kapselfrucht ist etwa so lang wie der Kelch und öffnet sich mit vier Zähnen.
Die Chromosomenzahl beträgt 2n = 30.

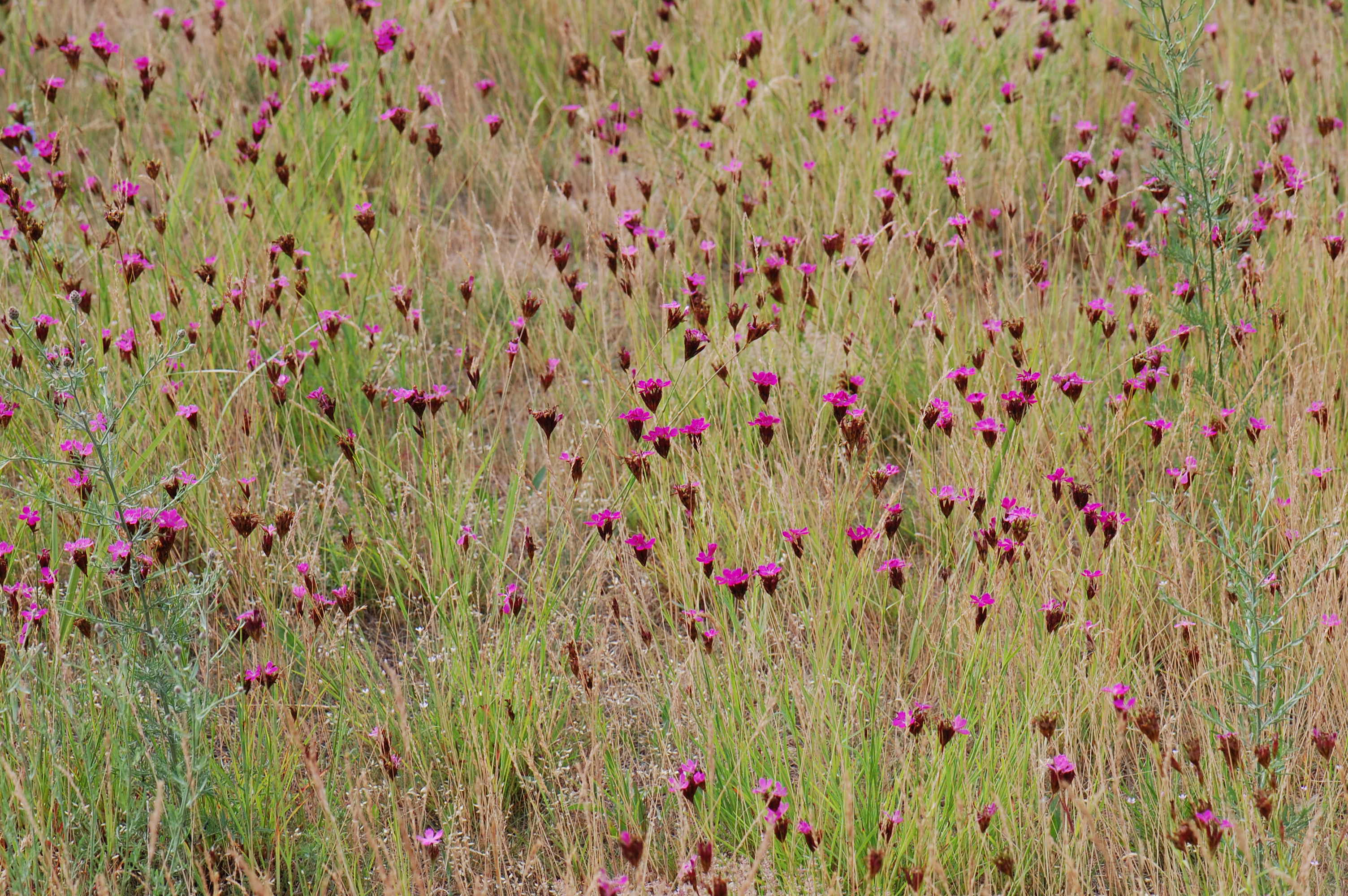
Dianthus carthusianorum subsp. carthusianorum, Bestand in Berlin

## Ökologie
Bei der Kartäusernelke handelt es sich um einen Hemikryptophyten.
Die Blüten der Kartäusernelke zeigen den typischen Aufbau von Tagfalterblumen: aufrechte Stellung, leuchtend rote Färbung, enger Röhrenbau und tief verborgener Nektar.
Folgende Schmetterlingsarten nutzen den Nektar der Kartäusernelke: Sonnenröschen-Grünwidderchen (Adscita geryon), Regensburger Gelbling (Colias myrmidone), Skabiosen-Scheckenfalter (Euphydryas aurinia), Zitronenfalter (Gonepteryx rhamni), Hummelschwärmer (Hemaris fuciformis), Skabiosenschwärmer (Hemaris tityus), Flockenblumen-Scheckenfalter (Melitaea phoebe), Rostfarbiger Dickkopffalter (Ochlodes sylvanus), Schwalbenschwanz (Papilio machaon), Roter Würfel-Dickkopffalter (Spialia sertorius), Schwarzkolbiger Braun-Dickkopffalter (Thymelicus lineola), Beilfleck-Widderchen (Zygaena loti), Thymian-Widderchen (Zygaena purpuralis).
Die Kartäusernelke ist zudem Raupenfutterpflanze für folgende oligophage Schmetterlingsarten: Weißbinden-Nelkeneule (Hadena compta), Marmorierte Nelkeneule (Hadena confusa), Netzeule (Heliophobus reticulata).

## Standortbedingungen
Standorte sind in Mitteleuropa meist sonnige warme Hänge auf Kalk- und Silikat-Trockenrasen, Böschungen, Heiden und sandige Wälder. Sie kommt in Mitteleuropa vor allem in der Pflanzengesellschaft des Mesobrometums vor.

## Systematik und Verbreitung

### Taxonomie
Die Erstveröffentlichung von Dianthus carthusianorum erfolgte 1753 durch Carl von Linné in Species Plantarum, Tomus I, Seite 409.

### Unterarten und ihre Verbreitung

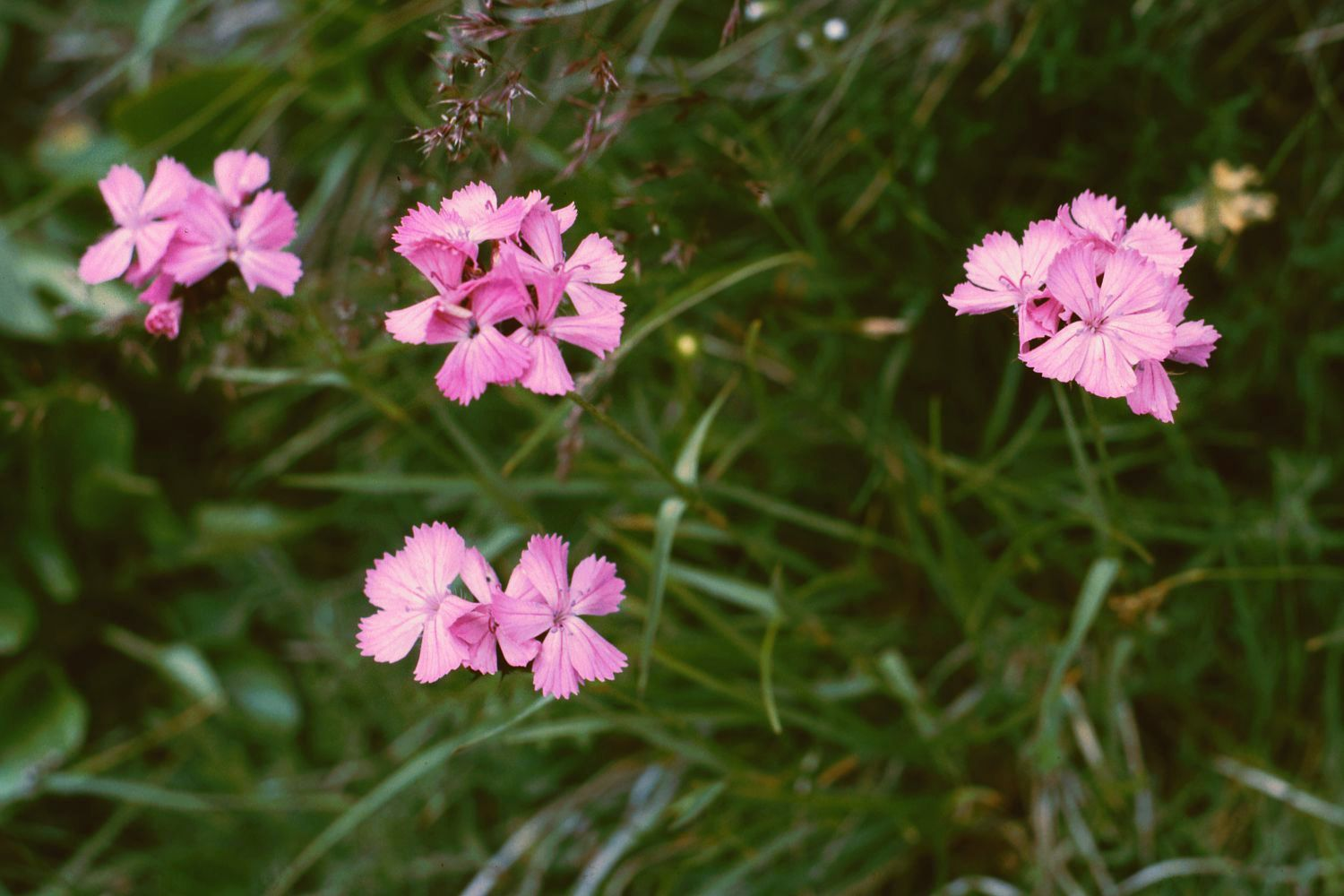
Dianthus carthusianorum subsp. alpestris oder Voralpen-Kartäusernelke (Bestand in den Nockbergen)

Das Verbreitungsgebiet der Art Dianthus carthusianorum umfasst Süd-, West-, Ost- und Mitteleuropa, dazu die Türkei. In Nordamerika ist Dianthus carthusianorum ein Neophyt. Je nach Autor gibt es eine unterschiedliche Anzahl von Unterarten.
In Deutschland kommt nur die Gewöhnliche Kartäusernelke vor, die Unterart Dianthus carthusianorum subsp. carthusianorum.
Je nach Autor gibt es in Österreich etwa drei Unterarten:
- Voralpen-Kartäusernelke (Dianthus carthusianorum subsp. alpestris Sternb., vielleicht Dianthus monspessulanus L. subsp. monspessulanus): In Niederösterreich, Oberösterreich und der Steiermark (obermontan bis alpin)
- Serpentin-Kartäusernelke (Dianthus carthusianorum subsp. capillifrons (Borb.) Neumay.): Im Burgenland, Niederösterreich und der Steiermark (montan)
- Gewöhnliche Kartäusernelke (Dianthus carthusianorum L. subsp. carthusianorum): Alle Bundesländer (evtl. in Vorarlberg ausgestorben) (collin bis montan)

Je nach Autor gibt es in der Schweiz etwa zwei Unterarten:
- Gewöhnliche Kartäusernelke (Dianthus carthusianorum L. subsp. carthusianorum): Die ökologischen Zeigerwerte nach Landolt et al. 2010 sind in der Schweiz für diese Unterart: Feuchtezahl F = 1+ (trocken), Lichtzahl L = 4 (hell), Reaktionszahl R = 4 (neutral bis basisch), Temperaturzahl T = 4+ (warm-kollin), Nährstoffzahl N = 2 (nährstoffarm), Kontinentalitätszahl K = 4 (subkontinental).[2][2]
- Scheidige Kartäuser-Nelke (Dianthus carthusianorum subsp. vaginatus (Chaix) Schinz & R.Keller): Die ökologischen Zeigerwerte nach Landolt et al. 2010 sind in der Schweiz für diese Unterart: Feuchtezahl F = 2 (mäßig trocken), Lichtzahl L = 4 (hell), Reaktionszahl R = 2 (sauer), Temperaturzahl T = 2+ (unter-subalpin und ober-montan), Nährstoffzahl N = 2 (nährstoffarm), Kontinentalitätszahl K = 4 (subkontinental).[2][2]

Einige Autoren geben von Dianthus carthusianorum weitere Unterarten an:
- Dianthus carthusianorum subsp. atrorubens (All.) Pers.:[2] Sie kommt in Frankreich und auf Sizilien vor.
- Dianthus carthusianorum subsp. latifolius (Griseb. & Schenk) Hegi: Sie kommt in Österreich, Ungarn, Kroatien und in der Slowakei vor.[7]
- Dianthus carthusianorum subsp. sudeticus Kovanda: Sie kommt nur in Tschechien vor.[7]

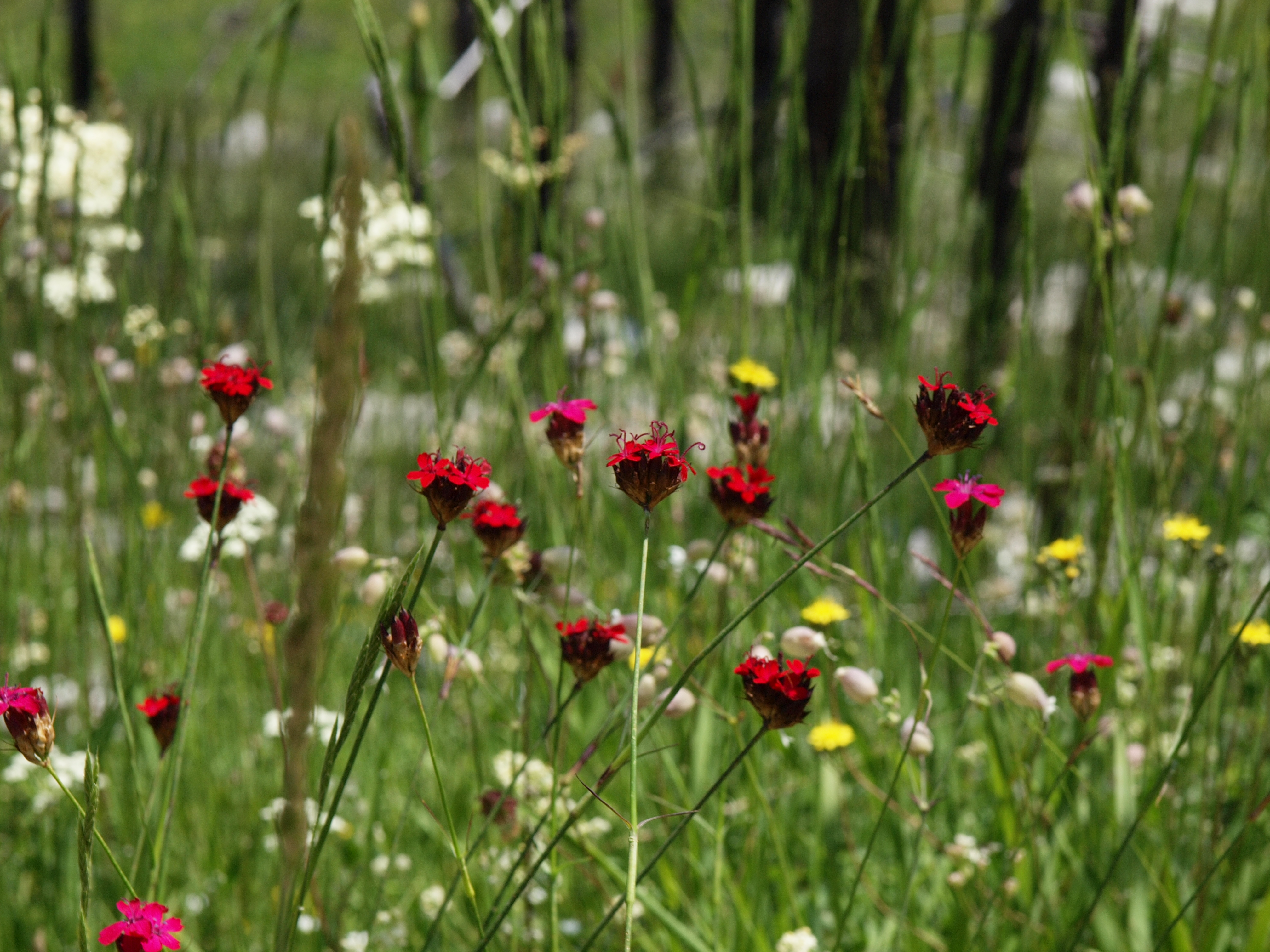
Dianthus carthusianorum subsp. sanguineus oder Blutrote Nelke (Bestand im Orjen)

Im Balkan kommt in den Karstgebirgen der küstennahen Dinariden endemisch die Blutrote Nelke vor. Sie wird als Unterart Dianthus carthusianorum subsp. sanguineus (Vis.) Hegi angesehen, gelegentlich auch als eigenständige Art Dianthus sanguineus Vis. Sie kommt zwischen Istrien und Albanien vor und besiedelt artenreiche Kalkmagerrasen von Meereshöhe (im Norden) bis in Höhenlagen von 1200 Metern (Montenegro, Albanien).

## Etymologie und Trivialnamen
Der Name Kartäusernelke wie auch das Artepitheton carthusianorum leiten sich nach Angaben der botanisch-etymologischen Fachliteratur nicht von den Naturforschern Johann Friedrich Cartheuser (1704–1777) und seinem Sohn Friedrich August Cartheuser (1734–1796) ab, sondern von der Landschaft der Chartreuse beziehungsweise dem dort gegründeten Kloster Grande Chartreuse des Kartäuserordens. Sie zählte offenbar zur Standardausstattung vieler der einzelnen Klostergärten der Patres, was möglicherweise zur Namensgebung führte. Alle Pflanzenteile enthalten seifige Bestandteile (Saponine), die nicht nur Mönche und Nonnen oft in flüssiger Form gegen Muskelschmerzen oder Rheuma auftrugen. Die erste Nennung als „Cartheuserblümlin“ findet sich bei Joachim Camerarius der Jüngere in Hortus medicus et philosophicus (1588). Bei Conrad Gessner (1561) heißt auch die Bartnelke (Dianthus barbatus) „Karthüserblümle“ und bei Hieronymus Harder wird die Brennende Liebe (Lychnis chalcedonica) als „Kartusiernägelin“ („flos Cartusiensis“) genannt.
Für die Kartäusernelke sind weitere deutschsprachige Trivialnamen bekannt: Blutströpflin, Boschnagerl, Buschnagerl (Salzburg) Dondernegelin, Donnernäglein (Thüringen), Donnernelke, Feltnägelin, Friessnägeln (bereits 1542 erwähnt), Heidenblümlin, Hundsflette (Eifel bei Altenahr), Kartheuserblümli, Klusternälken (Unterweser), verbrät Kniecht (Siebenbürgen), wild Nägelieblume, wilde Pechnagel (Pinzgau), Schwalwenigelcher (Siebenbürgen), Specknelke (Mark bei Küstrin).

## Symbolik
Die Kartäusernelke war Blume des Jahres 1989. Sie ist auch auf der 70-Cent-Briefmarke der Dauerserie „Blumen“ der Deutschen Post AG abgebildet, deren Erstausgabe am 13. April 2006 war.

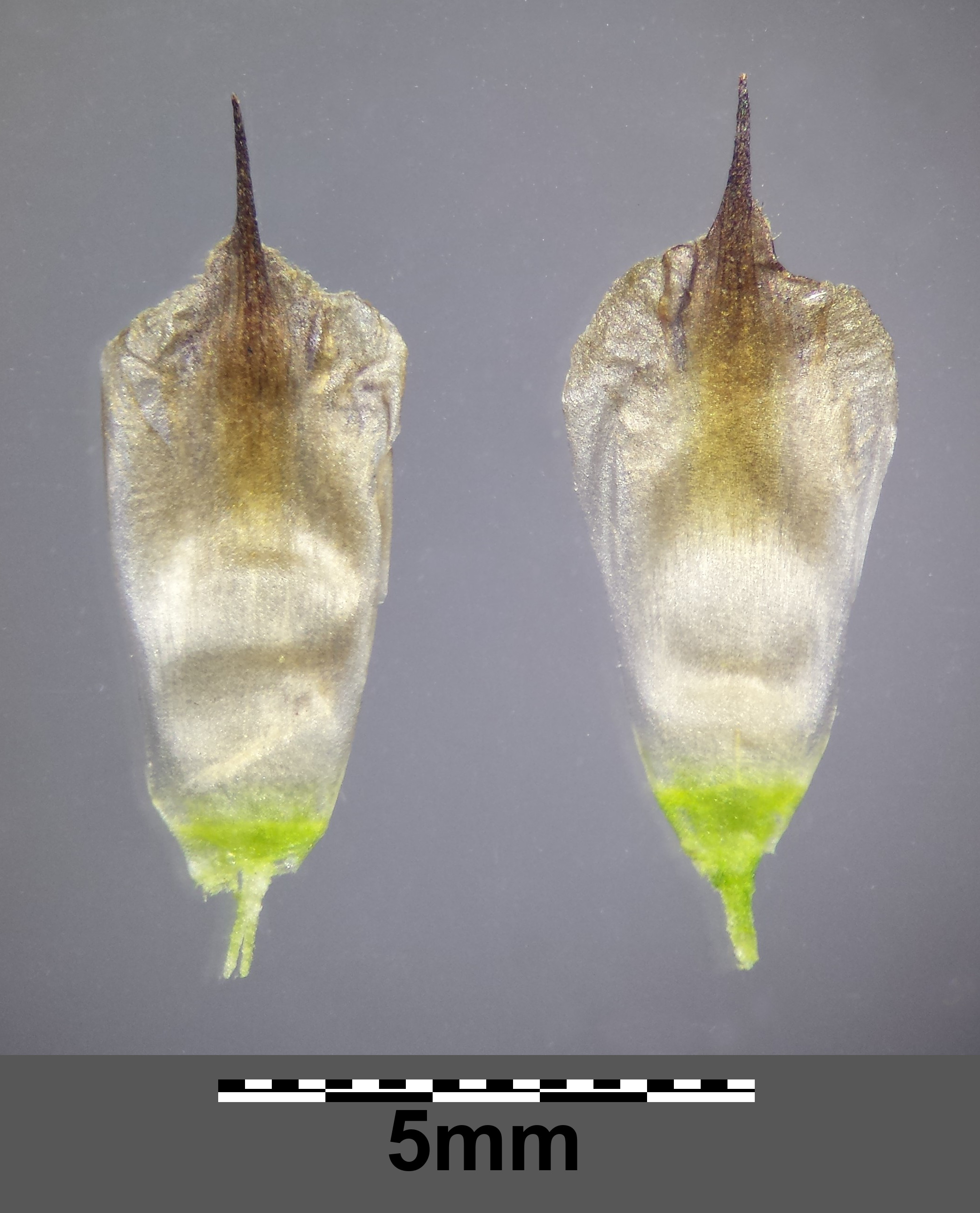
Innere Außenkelchblätter
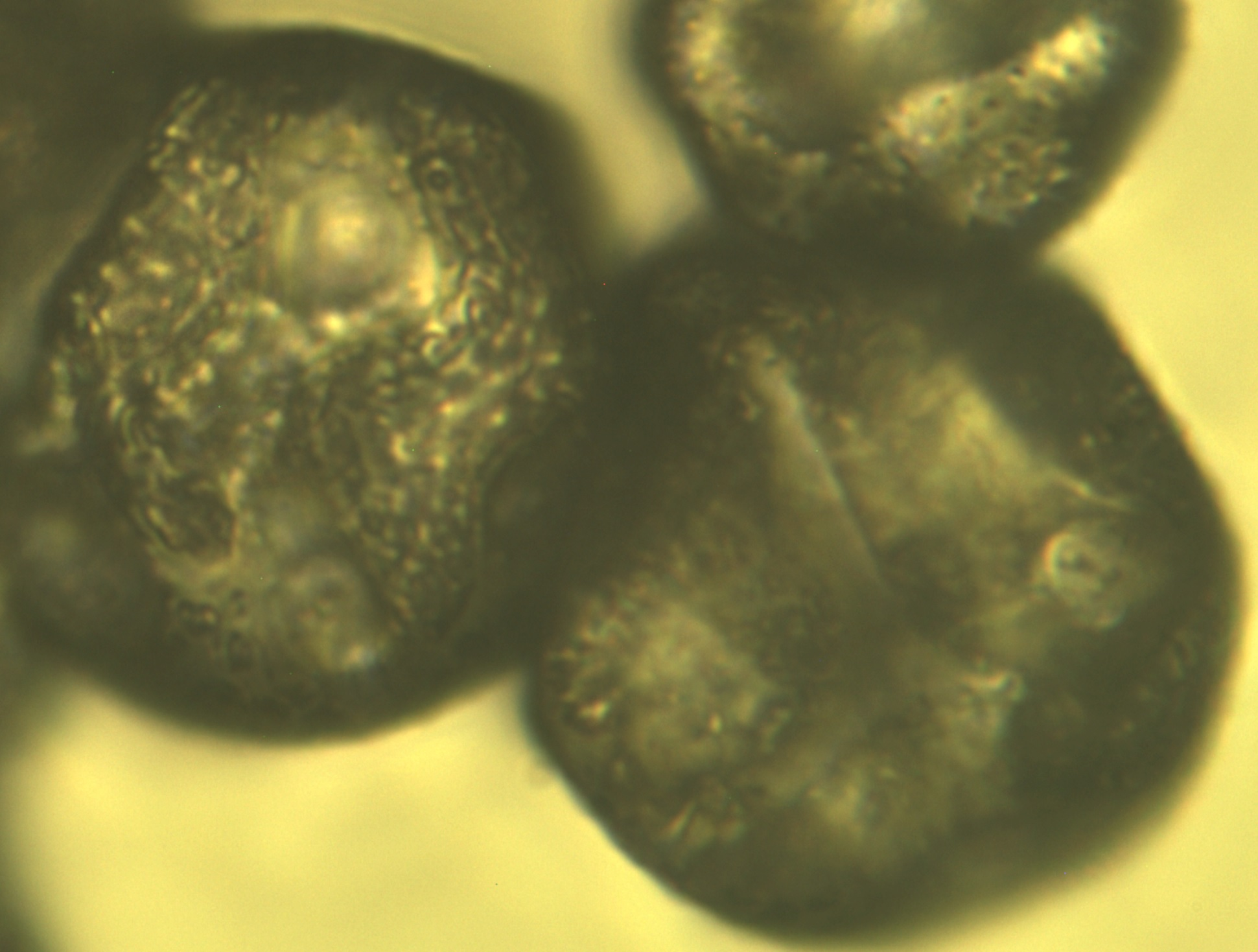
Pollen (400× vergrößert)